# Стулпиньш, Янис
Янис Сту́лпиньш (в российской армии — Иван Иванович Стулпин; латыш. Jānis Stulpiņš; 24 апреля (6 мая) 1893 — 16 марта 1942) — офицер русской и латвийской армий. Участник Первой мировой войны, Георгиевский кавалер. Полковник Латвийской армии (1936).

## Биография
Родился на хуторе Стулпини Крейцбургской волости Двинского уезда Витебской губернии. В 1911 году окончил Якобштадтское торговое училище.
Мобилизован 1 сентября 1914 года с зачислением в 15-й Сибирский резервный стрелковый батальон. 10 июля 1915 года окончил Ораниенбаумскую школу прапорщиков, служил в 120-м резервном пехотном батальоне в Двинске, откуда перемещён в 599-ю Тобольскую пешую дружину государственного ополчения. В сентябре 1915 года зачислен в 7-й Латышский стрелковый Баусский полк, подпоручик (08.1916), командир роты, поручик (10.1916), командир батальона (01.1917), штабс-капитан (03.1917). В августе 1917 года — начальник команды разведчиков 2-й Латышской стрелковой бригады, капитан (10.1917).
22 июня 1916 года ранен у фольварка Екатериненгоф, списан при рапорте командующего 3-й Сибирской стрелковой дивизией генерал-майора Н. С. Триковского от 5 августа 1916 года.
Приказом Временного правительства от 28.08.1917 награждён орденом Св. Георгия 4-й ст. за решительные действия при командовании ротой в бою у лесничества Мангель 23.12.1916. В 1922 году за этот же подвиг награждён Военным орденом Лачплесиса 3-й ст.:

23 декабря 1916 года в районе хутора Мангали Стулпиньш во главе своей роты под убийственным неприятельским огнём преодолел очень сильные проволочные заграждения, в упорном бою ворвался на неприятельскую территорию глубиной в 3 версты и занял также вторую линию обороны. Когда 24 декабря немцы начали контратаку, внезапным ударом принудил их с большими потерями отступить в панике, тем самым обеспечив левое крыло нашей ударной группы и облегчив положение 8-го Валмиерского латышского стрелкового полка.Оригинальный текст (латыш.)– 1916. g. 23. decembrī Mangaļu māju rajonā Stulpiņš savas rotas priekšgalā zem iznīcinošas ienaidnieka uguns pārvarēja ļoti stiprus drāšu aizžogus, neatlaidīgā cīņā ielauzās pretinieka teritorijā 3 verstu dziļumā un ieņēma arī otro aizsardzības līniju. Kad 24. decembrī vācieši sāka pretuzbrukumu, ar piepešu triecienu piespieda tos ar smagiem zaudējumiem panikā bēgt, tā nodrošinādams mūsu trieciengrupas kreiso spārnu un atvieglodams 8. Valmieras latviešu strēlnieku pulka stāvokli.
— Lāčplēša Kara ordeņa kavalieri. Biogrāfiskā vārdnīca. — Rīga. 1995. 495. lpp.
За отличие в бою на реке Маза-Югла 19-20.08.1917 награждён Георгиевским крестом 4-й ст. с лавровой ветвью (№ 984456).
Участвовал в борьбе за независимость Латвии. 25 мая 1919 года добровольно вступил в Латвийскую армию в 3-й Отдельный батальон командиром 2-й роты. В августе 1919 г. батальон переформирован в 3-й Елгавский пехотный полк, Стулпиньш назначен командиром 3-го батальона. В октябре 1919 года произведён в подполковники.
В 1920—1922 гг. — батальонный командир в 9-м Резекненском пехотном полку, в 1922—1928 гг. — на той же должности в 7-м Сигулдском пехотном полку. С 29 ноября 1928 года по 2 августа 1929 года — командир 7-го Сигулдского пехотного полка. В 1924 и 1930 годах окончил офицерские курсы. С 1932 года — заведующий хозяйством в 8-м Даугавпилсском пехотном полку, с 14 декабря 1933 года — заместитель командира 2-го Вентспилского пехотного полка. 
В мае—июле 1934 года был комендантом Лиепайского концентрационного лагеря. С 1 октября 1936 года — полковник, командир 2-го Вентспилского пехотного полка.
В октябре 1940 года демобилизован. Арестован 31 мая 1941 года в Риге. 20 июня вывезен в Астрахань. 7 февраля 1942 года осуждён по ст. 58-4 УК РСФСР и приговорён к смертной казни. Расстрелян 16 марта 1942 года в Астраханской тюрьме.

## Награды
- Орден Св. Анны 4-й ст. (15 декабря 1914)
- Орден Св. Анны 3-й ст. с мечами и бантом (1915)
- Орден Св. Станислава 3-й ст. с мечами и бантом (1917)
- Орден Св. Георгия 4-го класса (28 августа 1917)[4]
- Георгиевский крест 4-й ст. с лавровой ветвью № 984456 (1917)[6]
- Военный орден Лачплесиса 3-й ст. № 1236 (1922)
- Памятный знак освободительной войны в Латвии 1918—1920 (1922)
- Медаль в память 10 лет освободительных боёв в Латвийской Республике (1928)
- Орден Трёх звёзд 4-й ст. № 518 (14 ноября 1928)[7]
- Орден Трёх звёзд 3-й ст. № 1162 (16 ноября 1938)[8]
- Шведский орден Меча 3-й ст. (1939)[9]